# Consell Gran i General
El Consell Gran i General (en italià: Consiglio Grande e Generale) és el parlament unicameral de San Marino.
Està format per 60 diputats escollits per sufragi universal directe cada 5 anys. El Consell representa el cos electoral i exerceix el poder legislatiu.
El Consell és copresidit pels dos capitans regents.

## Història
Al segle xii està documentada l'existència d'una assemblea composta per seixanta membres que dividia el poder amb l'arengo (una assemblea de tots els ciutadans) i el Consell dels XII.
Aquest organisme es va anar consolidant en importància al pas dels anys, fins al punt d'esdevenir el símbol del poder obtingut per l'oligarquia al segle xvii. Fins a l'Arengo de 1906, el Consell es renovava per cooptació i estava format per 20 membres de cada estament (nobles de la Ciutat de San Marino, ciutadans de la Ciutat de San Marino i ciutadans de les altres poblacions). A partir de 1906, les eleccions es van celebrar primer cada tres anys i després cada cinc.

## Sistema electoral
Són electors tots els ciutadans sanmarinesos amb 18 anys o més d'edat.
La llei electoral preveu l'elecció a escrutini de llista amb representació semiproporcional, amb una sola circumscripció nacional. A partir de 2008 els partits es poden presentar en coalicions. Des de llavors s'assegura que la coalició guanyadora obtingui la majoria absoluta dels escons. La repartició dels escons en les llistes de la minoria i a dins de les coalicions es fa utilitzant la regla D'Hondt. Les llistes electorals són desbloquejades, amb possibilitat de donar preferència a un candidat.
Per a ser candidat cal tenir més de 21 anys, tenir la nacionalitat sanmarinesa i residir dins del territori.

## Resultat de les últimes eleccions
Resultat de les eleccions celebrades el 20 de novembre de 2016:
| Coalició                                                                 | Coalició                          | Partit                                          | Partit                                     | Primera volta | Primera volta | Segona volta | Segona volta | Segona volta | Segona volta |
| Coalició                                                                 | Coalició                          | Partit                                          | Partit                                     | Vots          | %             | Vots         | %            | Escons       | +/–          |
| ------------------------------------------------------------------------ | --------------------------------- | ----------------------------------------------- | ------------------------------------------ | ------------- | ------------- | ------------ | ------------ | ------------ | ------------ |
|                                                                          | Adesso.sm                         |                                                 | Esquerra Socialista Democràtica (SSD)      | 2.352         | 12,1          | 9.482        | 57,9         | 14           | +9           |
|                                                                          | Adesso.sm                         | República Futura (RF)                           | 1.865                                      | 9,6           | 11            | 9.482        | 57,9         | +6           |              |
|                                                                          | Adesso.sm                         | Civic 10                                        | 1.800                                      | 9,3           | 10            | 9.482        | 57,9         | +6           |              |
|                                                                          | Adesso.sm                         | Vots directes a la coalició                     | 88                                         | 0,5           | 0             | 9.482        | 57,9         | –            |              |
|                                                                          | Adesso.sm                         | Total                                           | 6.105                                      | 31,4          | 35            | 9.482        | 57,9         | +21          |              |
|                                                                          | San Marino abans que res          |                                                 | Partit Demòcrata Cristià Sanmarinès (PDCS) | 4.752         | 24,5          | 6.889        | 42,0         | 10           | –11          |
|                                                                          | San Marino abans que res          | Partit Socialista (PS)                          | 1.496                                      | 7,7           | 3             | 6.889        | 42,0         | –4           |              |
|                                                                          | San Marino abans que res          | Partit dels Socialistes i dels Demòcrates (PSD) | 1.392                                      | 7,2           | 3             | 6.889        | 42,0         | –7           |              |
|                                                                          | San Marino abans que res          | Sanmarinesos                                    | 414                                        | 2,1           | 0             | 6.889        | 42,0         | –            |              |
|                                                                          | San Marino abans que res          | Vots directes a la coalició                     | 44                                         | 0,2           | 0             | 6.889        | 42,0         | –            |              |
|                                                                          | San Marino abans que res          | Total                                           | 8,098                                      | 41.7          | 16            | 6.889        | 42,0         | –22          |              |
|                                                                          | Democràcia en Moviment            |                                                 | Moviment RETE                              | 3.561         | 18,3          |              |              | 8            | +4           |
|                                                                          | Democràcia en Moviment            | Moviment Democràtic - San Marino Unit           | 872                                        | 4,5           | 1             | New          |              |              |              |
|                                                                          | Democràcia en Moviment            | Vots directes a la coalició                     | 70                                         | 0.4           | 0             | –            |              |              |              |
|                                                                          | Democràcia en Moviment            | Total                                           | 4,503                                      | 23.2          | 9             | +4           |              |              |              |
|                                                                          | Llista de les persones lliures    | Llista de les persones lliures                  | Llista de les persones lliures             | 412           | 2,1           | 0            | New          |              |              |
|                                                                          | Renaixement Democràtic Sanmarinès | Renaixement Democràtic Sanmarinès               | Renaixement Democràtic Sanmarinès          | 309           | 1,6           | 0            | New          |              |              |
| Vots blancs i nuls                                                       | Vots blancs i nuls                | Vots blancs i nuls                              | Vots blancs i nuls                         | 849           | –             | 653          | –            | –            | –            |
| Total                                                                    | Total                             | Total                                           | Total                                      | 20,276        | 100           | 17,024       | 100          | 60           | 0            |
| Cens electoral/Participació                                              | Cens electoral/Participació       | Cens electoral/Participació                     | Cens electoral/Participació                | 33,985        | 59.7          | 33,985       | 50.1         | –            | –            |
| Font: Segreteria di Stato Libertas Arxivat 2017-12-31 a Wayback Machine. |                                   |                                                 |                                            |               |               |              |              |              |              |

## Llista de referències
1. ↑  Storia - Consiglio Grande e Generale
2. ↑  Sistema Elettorale - Segreteria di Stato per gli Affari Interni - Sito Elezioni